# Анна фон Липе
Вижте пояснителната страница за други личности с името Анна фон Липе.
Анна фон Липе (на немски: Anna zur Lippe; * ок. 1450; † сл. 27 декември 1533) е благородничка от Липе и чрез женитби графиня на долното графство Хоя и Насау-Байлщайн.

## Произход
Тя е дъщеря, първото дете на Бернхард VII фон Липе (1429 – 1511) и съпругата му графиня Анна фон Холщайн-Шауенбург (1435 – 1495), дъщеря на граф Ото II фон Шаумбург и Елизабет фон Хонщайн.

## Фамилия
Първи брак: пр. 24 септември 1470 г. с граф Ото VI фон Хоя (* ок. 1440; † 21 декември 1494 или 1497), син на граф Ото V фон Хоя († 1455) и съпругата му Аделхайд фон Ритберг († 1459). Те имат две дъщери:
- Аделхайд фон Хоя (ок. 1470 – 1515), омъжена I. на 1 ноември 1494 г. за граф Ебервин II фон Бентхайм-Щайнфурт (1467 – 1498), II. на 20 ноември 1503 г. за граф Филип III фон Валдек (1486 – 1539)
- Анна фон Хоя (ок. 1490 – 1539), омъжена на 31 октомври 1505 г. за граф Йохан VIII фон Залм-Райфершайд (1488 – 1537)

Втори брак: през 1510 г. с граф Йохан II фон Насау-Байлщайн (* пр. 1492; † 1513), вдовец на графиня Мария фон Золмс-Браунфелс (1471 – 1505), най-големият син на граф Хайнрих IV (1449 – 1499) и графиня Ева фон Сайн (1455 – 1525).. Тя е втората му съпруга. Бракът е бездетен.